# Augustinern 84, 85 (Quedlinburg)

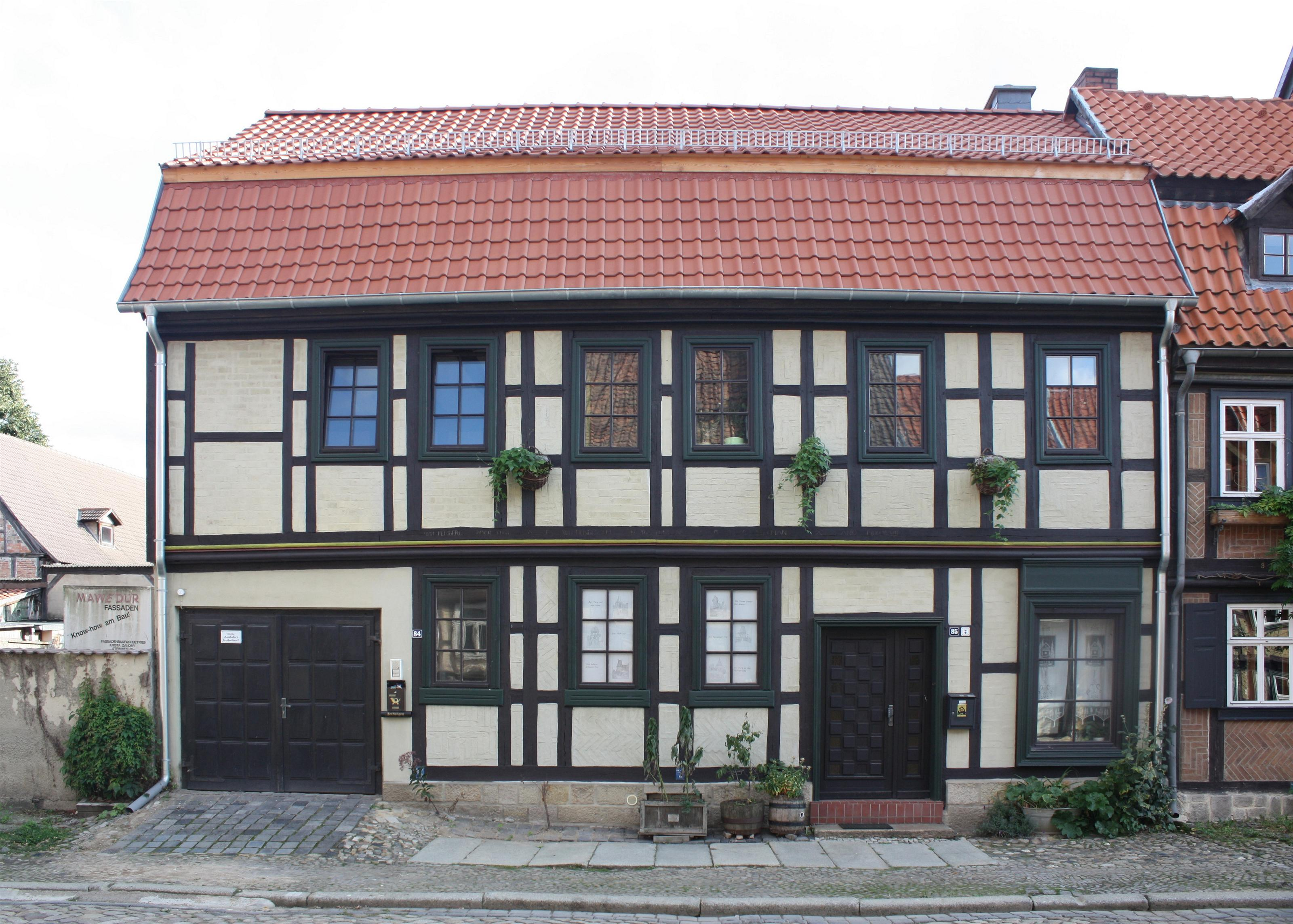
Haus Augustinern 84, 85

Das Haus Augustinern 84, 85 ist ein denkmalgeschütztes Gebäude in der Stadt Quedlinburg in Sachsen-Anhalt.

## Lage
Es befindet sich im nördlichen Teil der historischen Quedlinburger Neustadt und gehört zum UNESCO-Weltkulturerbe. Im Quedlinburger Denkmalverzeichnis ist es als Wohnhaus eingetragen. Westlich grenzt das gleichfalls denkmalgeschützte Augustinern 86 an.

## Architektur und Geschichte
Das zweigeschossige Fachwerkhaus ist mit einem Mansarddach bedeckt und wurde als traufständiges Doppelhaus errichtet. Nach einer Inschrift am Gebäude wurde das Haus im Jahr 1797 gebaut. Eine andere Angabe nennt das Jahr 1795. Zimmermeister war Johann G. Stegmann. Auf ihn verweist die mit einem vereinfachten Wappen versehene Inschrift Z.M.J.G.STEGMAN. Die Fachwerkfassade nimmt ältere Fachwerktraditionen auf und ist durch einen Ständerrhythmus geprägt. Darüber hinaus besteht eine Profilbohle.